# Ганеев, Ахат Саитович
Ахат Саитович Ганеев (1927—2011) — советский физик-ядерщик, специалист в области разработки ядерного оружия, доктор технических наук (1978), профессор (1990); Лауреат Ленинской премии (1964).

## Биография
Родился в 1927 году в  деревне Исламбахты Башкирской АССР.
С 1950 года после окончания Харьковского государственного университета  работал в системе атомной промышленности СССР, инженер-конструктор ОИЯИ в закрытом городе Дубна.
С 1955 года направлен в закрытый город Челябинск-70. С 1955 года работал старшим инженером, руководителем группы, начальником отдела, с 1973 года заместителем начальника Сектора экспериментальной физики, с 1985 года начальником Отдела экспериментальной физики, с 1989 по 2002 годы работал главным научным сотрудником  Всероссийского научно-исследовательского института технической физики. А. С. Ганеев принимал активное участие в решении сложнейших задач от изучения фундаментальных констант до определения критериев термоядерного горения. С 1964 по 1966 годы избирался депутатом городского Совета депутатов трудящихся города Челябинск-70.
С 2002 года на пенсии. Умер 30 марта 2011 года в Снежинске.

## Награды

### Ордена
- Орден «Знак Почёта» (1984)

### Премии
- Ленинская премия (1964)

### Звания
- Почётный гражданин города Снежинска (1997 — «за выдающиеся достижения в трудовой деятельности, значительный вклад в развитие и укрепление производственной и социальной сферы города»[2])